# The Animal Song
The Animal Song è un singolo del gruppo musicale australiano Savage Garden, pubblicato nel 1999.

## In altri media
Il brano fa parte dell'album Affirmation
Oltre a comparire nell'album Affirmation, il brano è stato scritto in particolare per la colonna sonora del film Un amore speciale (The Other Sister). Il videoclip della canzone stessa contiene scene tratte dal film.

## Tracce
- CD 1 (UK)

1. The Animal Song (radio version) – 3:42
2. Carry on Dancing (Ultraviolet Mix) – 6:44
3. The Animal Song (instrumental) – 4:17

CD 2 (UK)
1. The Animal Song – 4:39
2. All Around Me – 4:11
3. Break Me Shake Me (Broken Mix) – 4:18

- CD 1 (Europa)

1. The Animal Song – 4:39
2. Santa Monica (Bittersweet Remix) – 5:00

- CD 2 (Europa)

1. The Animal Song (radio version) – 3:42
2. Carry on Dancing (Ultraviolet Mix) – 6:44
3. The Animal Song (instrumental) – 4:17
4. All Around Me – 4:11
5. Break Me Shake Me (Broken Mix) – 4:18